# Don't Dream It's Over
 (février 2019).
Si vous disposez d'ouvrages ou d'articles de référence ou si vous connaissez des sites web de qualité traitant du thème abordé ici, merci de compléter l'article en donnant les références utiles à sa vérifiabilité et en les liant à la section « Notes et références ».
Singles de Crowded House
Now We're Getting Somewhere Something So Strong
Pistes de Crowded House
Now We're Getting Somewhere Love You 'Til the Day I Die
Don’t Dream It’s Over est une chanson écrite par Neil Finn, enregistrée par le groupe australien Crowded House pour leur premier album Crowded House, sorti en 1986. Neil Finn est le chanteur qui interprète la chanson et il est également à la guitare, Nick Seymour est à la basse, Paul Hester est à la batterie et les chœurs et Mitchell Froom est au clavier.
Don’t Dream It’s Over s'est révélé être un énorme succès mondial, atteignant la deuxième position au Billboard Hot 100 américain. Le vidéoclip de la chanson a gagné le MTV Video Music Award du meilleur nouvel artiste en 1987 et a été nommé pour le MTV Video Music Award de la meilleure vidéo d'un groupe et le MTV Video Music Award de la meilleure réalisation. Après la disparition du groupe en 1996, la chanson est de nouveau entrée dans le hit-parade britannique jusqu'à la 25e position, soit plus haut que la précédente entrée au Royaume-Uni en 27e position en 1986.
Cette chanson d'amour est un arrangement acoustique avec des paroles surréalistes qui parlent d'un amoureux décrivant à sa partenaire qu'il ne faut pas que les obstacles puissent les diviser. Ils ne doivent pas cesser de rêver et de continuer d'avancer. Cela signifie que le titre du morceau signifie « Ne rêve pas que c'est fini » et non « Ne rêve pas parce que c'est fini ».
Sur la version vinyle originale, la chanson fut associée à That’s What I Call Love en face B.

## Influence et postérité
La chanson a été reprise par de nombreux artistes, dont Paul Young en 1991, Sixpence None the Richer en 2002, Classified en 2003, Sarah Blasko et Howie Day en 2005 et Diana Krall en 2015 ainsi que par Ariana Grande, Miley Cyrus et Mateus Asato pour une version instrumentale à la guitare. Antonello Venditti a fait Alta Marea, une version italienne de la chanson qui connut un grand succès dans le hit-parade italien.
Les deux séries télévisées pour adolescents Degrassi : La Nouvelle Génération et Les Frères Scott, connues pour nommer leurs épisodes d'après des chansons, ont nommé un de leurs épisodes Don’t Dream It’s Over. La chanson a été également utilisée dans l'adaptation télévisée de 1994 du roman Le Fléau de Stephen King. Don't Dream It's Over a aussi été utilisée dans la série américaine Summerland à la fin du tout dernier épisode de la série. Elle a aussi été utilisée dans "Adventureland: Un job d'été à éviter". De plus il est dit que cette chanson est la chanson préférée d'Ava et de Johnny. La plus célèbre de leur chanson Don't Dream It's Over était également présente dans le deuxième épisode intitulé But For The Grace of God de la quatrième saison de Médium. En 2012, elle a été reprise dans le 9e épisode de la 4e saison de la série télévisée Glee. En 2018, elle a été  reprise dans le premier épisode de la 6e et dernière saison de The Americans. En 2019, elle figure dans le 7e épisode de la 1re saison de la série télévisée japonaise The Naked Director. 
Elle figure également sur la bande originale du film Mariage à l'anglaise, avec une reprise par Lauren Pritchard ("Lolo Pritch"), ainsi que dans l'épisode 6 de la première saison de la série The Leftovers. La chanson est aussi présente dans le film français Rock'n Roll de Guillaume Canet (2017) et l'épisode 6 de la série Netflix, Monstres (2024).
Noel Gallagher, interviewé par l'émission Quotidien[Quand ?], a declaré qu'il aurait aimé composer cette chanson[source insuffisante].